# Graff Pink
Il Graff Pink è un diamante di 24,78 carati (4,95 grammi) di colore rosa intenso (tra i più rari), con taglio a smeraldo. È stato definito "uno dei più splendidi diamanti mai scoperti". L'origine e la storia di questo diamante non sono note fino agli anni '50, quando il famoso gioielliere di New York Harry Winston lo vendette ad un acquirente rimasto anonimo. Montato su un anello d'argento con al fianco due diamanti più piccoli, il gioiello fu messo in vendita il 16 novembre 2010 a Ginevra dalla casa d'aste Sotheby's, con prezzo di partenza di 38 milioni di dollari.
Il gioielliere londinese Laurence Graff, che partecipava all'asta per telefono, se lo aggiudicò per la cifra di 46 milioni di dollari (circa 34 milioni di euro), la più alta fino ad allora raggiunta per un diamante. Nonostante la sua rarità ed altissimo valore, il diamante non aveva in precedenza alcun nome, ma da allora è noto con il nome "Graff Pink".